# Jaroslav Ďuriš
Jaroslav Ďuriš (* 24. prosince 1959) je český strojní inženýr, vrcholový manažer, v komunálních volbách v roce 2022 lídr politického hnutí Praha bez chaosu. Více než 30 let pracoval v Dopravním podniku hl. m. Prahy, kde vystřídal řadu funkcí od provozních pozic a pozic středního managementu přes funkci náměstka ředitele metra a personálního ředitele celého podniku až po funkci generálního ředitele a předsedy představenstva. Kratší dobu byl také ředitelem Dopravního podniku města České Budějovice, ředitelem výrobní společnosti Eplcond Plzeň či náměstkem generálního ředitele Národního muzea. Od roku 2019 je generálním ředitelem společnosti Wero Holding.

## Osobní život
Je ženatý, jeho manželkou je Olga Ďurišová, speciální pedagog. Má dvě dcery, Adélu, která je lékařkou, a Emilii, a vnučku Amálii.
Mezi jeho sportovní záliby patří cyklistika, lyžování a turistika, věnuje se též rybaření.

## Vzdělání a profesní život
Absolvoval Střední průmyslovou školu strojní v Praze 5, v letech 1985–1991 pak obor kolejová vozidla na Fakultě strojní ČVUT Praha.
V letech 1979–1981 pracoval jako technolog v závodu elektro signalizace podniku Tesla Holešovice.
Od roku 1981 pracoval v odštěpném závodu DP Metro Dopravního podniku hl. m. Prahy. Zde zastával pozice samostatného provozního technika (1981–1990), vrchního mistra (1981–1990), vedoucího ekonomického odboru dopravní služby (1992–1994) a náměstka ředitele odštěpného závudu (1994–2002).
V letech 2002–2008 byl personálním ředitelem Dopravního podniku hl. m. Prahy a. s., v letech 2008–2009 vedoucím personálního odboru společnosti Skanska a.s.
V letech 2009–2012 byl ředitelem společnosti Eplcond Plzeň a.s., která vyrábí zabezpečovací techniku pro jízdu vlaku. V letech 2012–2013 byl ředitelem Dopravního podnik města České Budějovice a.s. V letech 2013–2016 zastával funkce generálního ředitele a předsedy představenstva Dopravního podniku hl. m. Prahy a.s. V letech 2018–2019 byl náměstkem generálního ředitele Národního muzea. Od roku 2019 zastává funkci generálního ředitele společnosti Wero Holding, a.s., která působí v oblastech vodního hospodářství, energetických úspor, energetických zdrojů, financování zejména ekologických projektů a projektů trvale udržitelného rozvoje.
V roce 2020 ve 28. ročníku soutěže Manažer roku, kam jej nominovala profesorka Eva Syková, získal jednu ze tří speciálních cen Inovace pro udržitelný rozvoj, a to za ostrovní řešení recyklace vody.

## Politická činnost
Před komunálními volbami v roce 2022 byl prezentován jako lídr a zakladatel „nové politické strany“ Praha bez chaosu, toto politické hnutí však vzniklo přejmenováním, přestěhováním a transformací politického hnutí, které vzniklo roku 2002 v Ústí nad Labem a vystřídalo za dobu své existence mnoho názvů. Pro komunální volby na podzim 2022 byl obsazen jako lídr kandidátek do Zastupitelstva hl. m. Prahy a Zastupitelstva městské části Praha 6 a prezentován jako kandidát na primátora Prahy a starostu Prahy 6, přičemž ovšem nikdo z lídrů ani dalších kandidátů hnutí nebyl jeho členem. Zastupitelem hlavního města Prahy a městské části Praha 6 však zvolen nebyl.
V roce 2022 po korupční aféře radního Petra Hlubučka, vyšetřované pod krycím názvem akce Dozimetr a týkající se především pražského dopravního podniku, uvedl, že to byl právě Petr Hlubuček jako jeden ze členů dozorčí rady pražského dopravního podniku, který společně s Jaroslavem Faltýnkem a Květoslavem Hlínou připravil v roce 2016 Ďurišovo odvolání z čela podniku a odvolání ekonomické ředitelky Magdy Češkové. Příčinou mělo být, že Ďurišovo vedení se snažilo ozdravit hospodaření podniku mimo jiné odříznutím podniku od vlivu různých lobbistů a s nimi spojených neefektivních nákladů.
Umí si představit spolupráci s lidmi z ODS, TOP 09, ANO i přes nějaké vzájemné výhrady, ale neumí si ji představit s Piráty ani s hnutím Praha sobě, které nazývá „různými aktivisty“ a jimž vytýká opakované snahy odstraňovat z funkcí odborníky a nahrazovat je poslušnými loutkami a přisuzuje jim i odpovědnost za marasmus a korupční aktivity v Dopravním podniku hl. m. Prahy, kam si Petr Hlubuček dosadil ekonomického ředitele Mateje Augustína. Sympatie vyjádřil též k hnutí Motoristé sobě, se kterým si dokáže velmi dobře představit konstruktivní spolupráci, protože přicházejí s velmi podobnými myšlenkami.
V politické činnosti se chce zaměřit na dopravu (rozvoj MHD, přípravu a stavbu důležitých dopravních staveb a vyřešení problémů s parkováním), bezpečnost či boj s energetickou chudobou. Své hnutí charakterizuje jako uskupení odborníků, manažerů a profesionálů, kteří svůj přístup a erudici v minulosti již dostatečně prokázali a kteří už se nemohou dívat na současný tristní stav řízení města, který popisuje tak, že všude vládne aktivismus, lajdáctví, nekompetentnost, nikdo za nic neodpovídá, a to ani v situaci, kdy náměstka primátora odvádí policie v poutech. Chce, aby se respektovala zkušenost, slušnost a selský rozum.